# Rock latino
Rock latino, traducción al español del término inglés latin rock, es un término empleado por la prensa musical especializada en rock, que también usa la expresión «rock de fusión latina» en ocasiones, para definir un subgénero musical consistente en la fusión del rock con ritmos, motivos y sonidos de la música latinoamericana y caribeña. Sin embargo, se popularizó en distintos medios de comunicación, principalmente de origen angloparlante, utilizar el término «rock latino» para referirse a cualquier tipo de rock realizado por músicos pertenecientes a países de habla hispana y portuguesa (o pertenecientes a etnias relacionadas con dichos idiomas) llevando esto a una controversia sobre el alcance geográfico-estilístico musical del término. 
El rock latino no debe ser confundido con «rock latinoamericano» (que sería toda la música rock realizada en Latinoamérica, con independencia de su estilo y subgénero) ni con «rock en español» (que sería el realizado exclusivamente en ese idioma, también con independencia de su estilo). Aunque sí guarda una estrecha relación con el movimiento conocido, desde principios del siglo XXI, como alterlatino o «Latin Alternative Music» (que sí incluye entre sus elementos definitorios la mezcla de los sonidos latinos con el rock, el pop, la música electrónica, el indie pop o el hip hop).

## Historia

### Los precedentes (década de 1950)

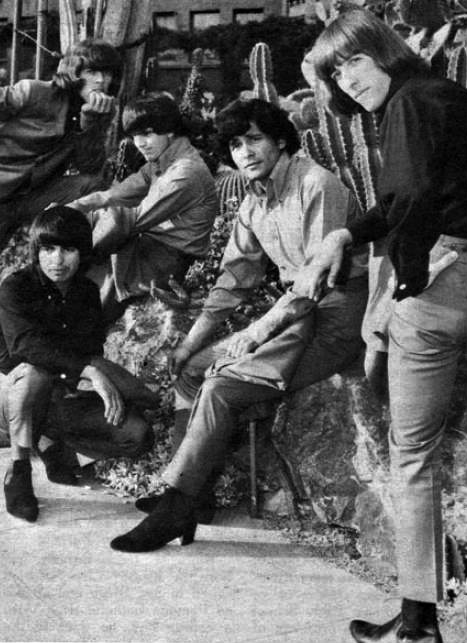
Sir Douglas Quintet fue una de las bandas estadounidenses que fusionaron el rock y el rythm and blues con sonidos sudamericanos, españoles y «fronterizos» durante la década de 1960.

El nacimiento del rock se dio a partir de la fusión de distintos géneros, principalmente de los provenientes de la música afroamericana en Estados Unidos. En menor medida, la música tradicional latina también ejerció cierta influencia en ella. Ritmos caribeños como el calypso se dejaron notar en lo que sería conocido como «surf music»; y sobre la base de sonidos como el chachachá o el mambo se escribieron distintos temas de rock and roll, con un fin netamente bailable.
El rock latino o «Latin rock» (aunque aún no se llamase así) nació como tal en los Estados Unidos y sus antecedentes pueden remontarse a finales de la década de 1950. Ya en 1958 fue un éxito mundial el tema rock La bamba, adaptación de una canción tradicional mexicana realizada por Ritchie Valens, nombre artístico del cantante de origen chicano Ricardo Valenzuela. Ese mismo año, el grupo de rock instrumental The Champs publican la canción Tequila, que incorpora de forma evidente ritmos latinos (y que fue compuesta por el músico de origen chicano Danny Flores). 
A lo largo de la década de 1960, hubo más ejemplos de fusiones y aportes de sonidos latinoamericanos en el rock estadounidense. Bandas como The Midniters, Question Mark & the Mysterians, Sam the Sham and the Pharaohs o Sir Douglas Quintet incluyeron ritmos de origen latino en su música (que iba del rock and roll tradicional al rythm and blues, pasando por el garage rock). A eso se unió la explosión, en el sur de California (sobre todo en el área de la ciudad de Los Ángeles) de lo que dio en llamarse «chicano rock»; aunque a ese respecto hay que aclarar que no todas las bandas y solistas que componían ese movimiento incorporaban elementos latinos a su música (ya que algunas practicaban estilos netamente anglosajones, sin otras influencias adicionales).
Al mismo tiempo, en las escenas nacionales de algunos países latinoamericanos, hubo bandas y solistas que fusionaron, siquiera fuese de forma ocasional, la música rock con los sonidos locales. Pero dejando aparte casos aislados en Perú, Colombia o Argentina, el país iberoamericano donde se desarrolló el principal movimiento relacionado con lo que luego se conocerá como «Latin rock» fue Brasil. Allí aparece, durante la segunda mitad de la década de 1960, lo que se denominó Tropicalismo, una corriente musical que fusionaba en mayor o menor medida el rock, la bossa nova, la psicodelia, los sonidos autóctonos del país y otros ritmos no estrictamente brasileños (incluyendo los afrocaribeños y los de otras partes del subcontinente) y en la que destacan, como precedentes directos del género, los primeros discos publicados entre 1967 y 1970 por grupos y solistas como Os Mutantes, Gal Costa y Caetano Veloso.

### El nacimiento del término «Latin rock» (década de 1970)

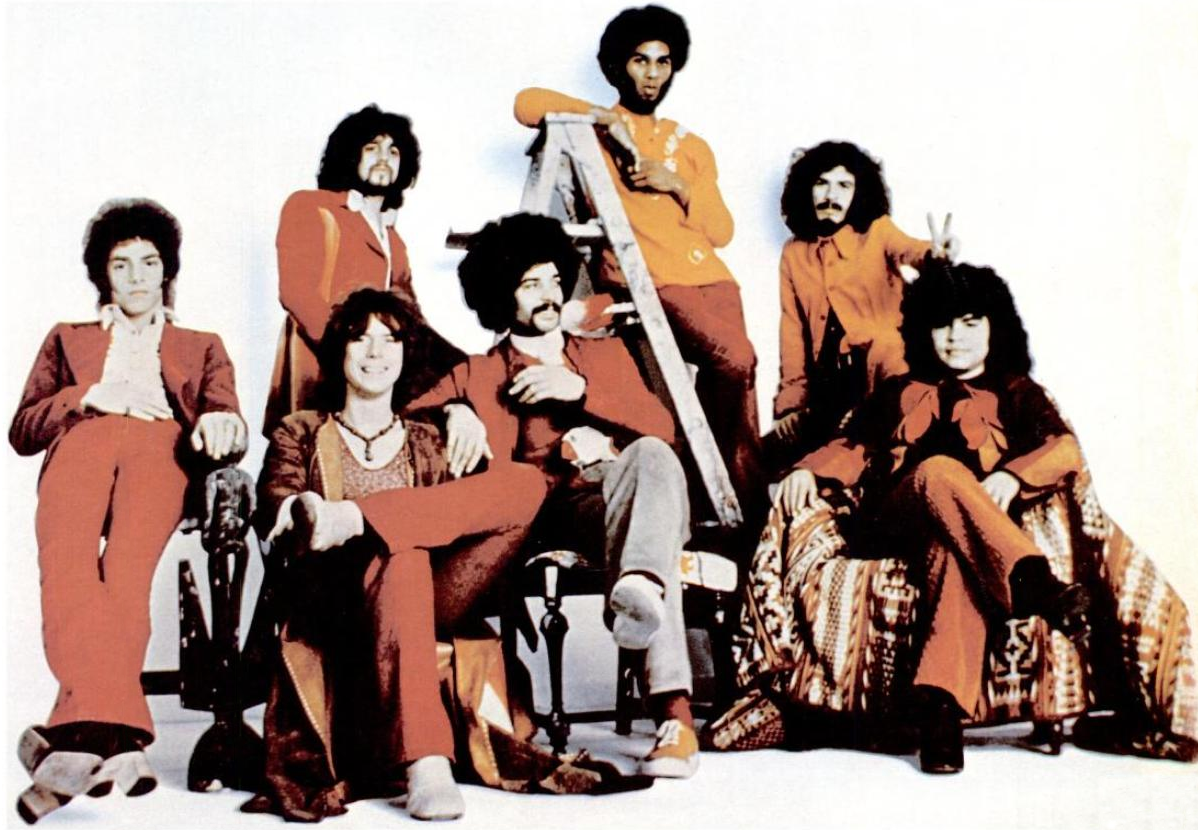
El grupo estadounidense Santana (cuyo sonido dio lugar al nacimiento del término «Latin rock») en una imagen de 1971.

Pero es en 1969 cuando, tras la publicación del primer álbum de la banda estadounidense Santana (liderada por el guitarrista mexicano-estadounidense Carlos Santana), el término «Latin rock» aparece, por primera vez, en los medios musicales de Estados Unidos y del resto del mundo. Con él se trata de definir el estilo que el nuevo grupo practica, y que es una fusión explícita de ritmos latinoamericanos, sonidos afrocaribeños, soul, jazz, funk, blues, psicodelia y rythm and blues sobre una base claramente rock. Al fin y al cabo, la propia expresión «Latin rock» no es sino la traslación directa al ámbito del rock de la que venía utilizándose desde mucho tiempo antes en los ambientes jazzísticos para denominar a la mezcla del jazz con los sonidos hispanoamericanos, brasileños y, sobre todo, afrocaribeños (latin jazz).

Los Jaivas grabando su disco "Alturas de Machu Picchu" con letra de Pablo Neruda y presentado por Mario Vargas Llosa; considerado por algunos, como la cumbre del rock latino

A Santana le siguen, por el mismo camino, otros grupos estadounidenses como Malo, Ocho, Mandrill, El Chicano, Eddie Palmieri's Harlem River Drive, War, Sapo o Azteca ya a principios de la década de 1970. Con todos ellos, el género se populariza enormemente, tanto en su país de origen (Estados Unidos) como en el resto del mundo a partir de 1970-1971.
Como es lógico, en Iberoamérica surgen bandas que adaptan los sonidos y ritmos locales a su estilo, en la estela de lo que han comenzado a hacer los grupos estadounidenses de «Latin rock». Así, en Perú aparecen formaciones como Telegraph Avenue, Traffic Sound, The Mad's, El Polen y, sobre todo, Black Sugar, que fusionan el rock con el jazz, los sonidos peruanos tradicionales, el rock progresivo y los ritmos latinos en general. En Colombia destacan Siglo Cero, Génesis y La Columna de Fuego. Por su parte en Argentina merecen ser mencionados Arco Iris y en Chile los seminales Los Jaivas.
También en Chile surge una especie de fusión entre bolero con pop y rock, iniciada por Los Ángeles Negros, seguido de bandas como Los Galos, Los Golpes, Capablanca y los peruanos Los Pasteles Verdes, los cuales serían inspiración para el llamado género grupero mexicano en los 90 y para artistas actuales como Mon Laferte.
La nueva corriente llegó incluso a Europa, donde destacaron los españoles Barrabás, los neerlandeses Massada o los afro-británicos Osibisa.
Al mismo tiempo, se produjo la eclosión, en todo el mundo del reggae. Este ritmo, procedente de la isla caribeña (y angloparlante) de Jamaica, había surgido durante los años 1960, evolucionando desde el ska, el rocksteady y el bluebeat. Y, desde sus inicios, junto a la suma básica del rock y el rythm and blues con los propios ritmos autóctonos jamaicanos, incorporó la influencia de sonidos procedentes de todo el Caribe (las pequeñas Antillas y también Cuba o República Dominicana) y de los países iberoamericanos continentales. No obstante, hay que dejar claro que, a pesar de incorporar esas influencias, ni el reggae ni el ska han sido considerados nunca parte del «Latin rock».
Por último, señalar que otras de las corrientes musicales que dominaron la década de los 70 fue la música disco. Y que también en ella se dejaron notar, desde el principio (y como uno de sus componentes principales, junto al soul o el funk) los evidentes débitos con el «Latin rock» y los sonidos afrocaribeños y latinoamericanos en general.

### Evolución posterior (década de 1980, 1990 ysigloXXI)

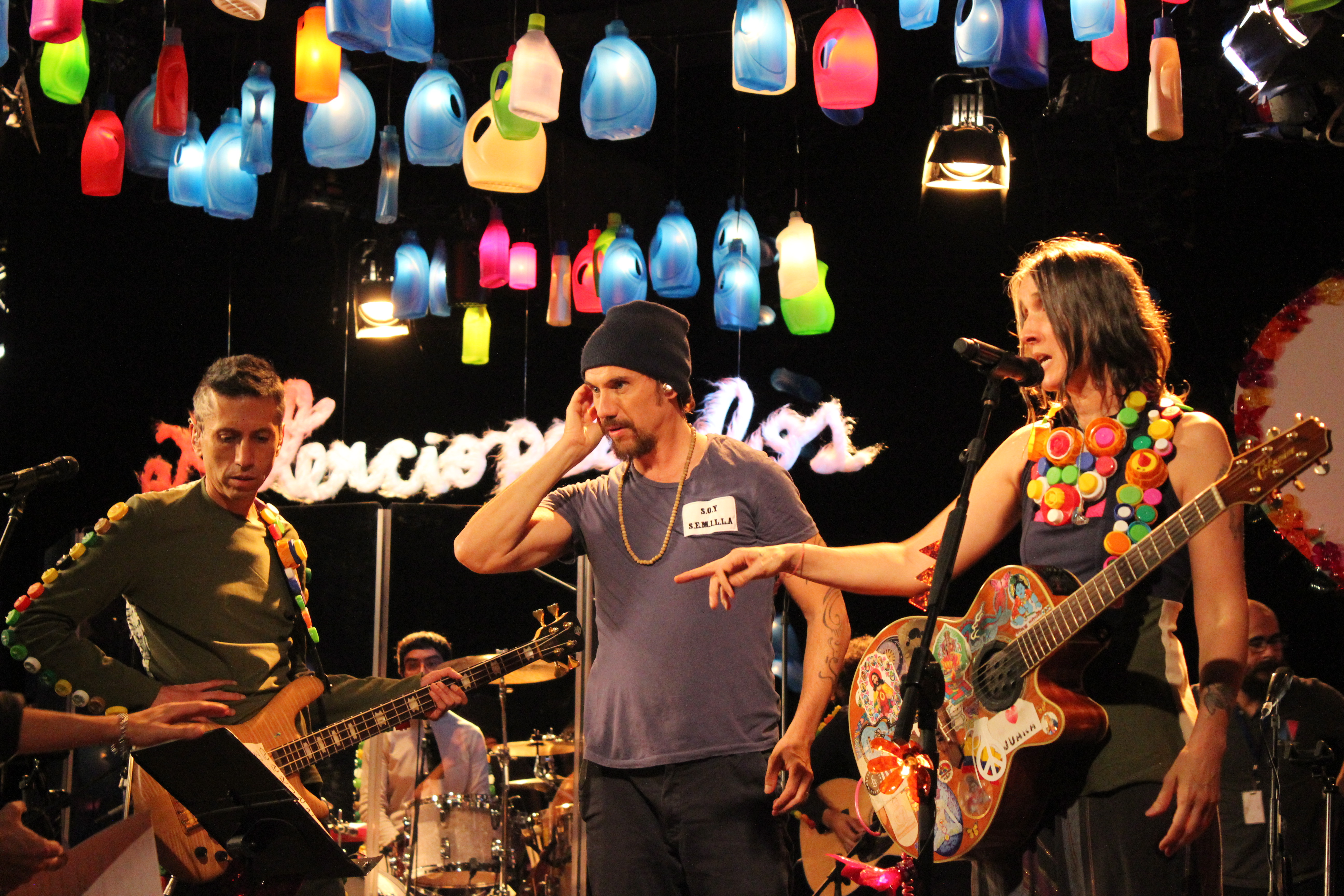
Los colombianos Aterciopelados con los españoles Macaco.

Tras el estallido punk de finales de la década de 1970, el género se adaptó con sorprendente facilidad a las nuevas corrientes. De hecho, puede decirse que se produjo una verdadera revitalización del rock latino durante la década de 1980. Incluso bandas británicas tan representativas del punk y la new wave como The Clash incorporaron sonidos claramente adscribibles al género en su álbum Sandinista! (1980). Junto a ellos, pueden nombrarse otros grupos que flirtearon con el estilo, en uno u otro momento, como Bow Wow Wow, Gang of Four, The Slits o Special AKA. 

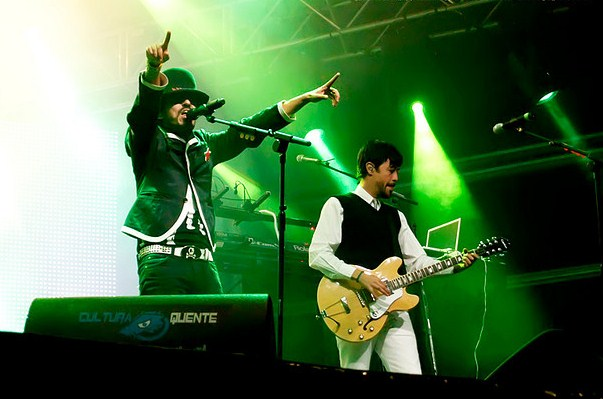
Los mexicanos Café Tacuba en Galicia (España).

En España, bandas como Los Coyotes, Mestizos y Radio Futura, que habían surgido como bandas influenciadas por los sonidos británicos de la new wave y el post-punk, terminaron decantándose también, a partir de mediados de la década de 1980, por estilos que incorporaban claramente influencias de la música popular hispanoamericana y del «Latin rock». El camino sería retomado, en la década posterior, por solistas y grupos españoles como Macaco, Amparanoia o Jarabedepalo. 
En Francia, bandas como Les Négresses Vertes practicaban un rock fusionado con world music que incluía sonidos eminentemente latinoamericanos. Pero es Manu Chao el que alcanzó mayor éxito con su banda Mano Negra (y, posteriormente, en solitario) sentando las bases de lo que, a partir de ese momento, se llamaría mestizaje. La fusión del rock, con los ritmos latinos, la música árabe, el punk, el rap, el flamenco, el ska y el reggae.

Y en Estados Unidos (que seguía siendo el foco original y el principal semillero del género) grupos y solistas procedentes de diversas escenas como David Byrne (exlíder de Talking Heads), Peter Gabriel, Paul Simon, Willy Deville, Los Lobos, El Vez, Red Hot Chilli Peppers o Rage Against The Machine desarrollan también esos nuevos sonidos «mestizos» (aunque con mucha mayor incidencia en los sonidos latinoamericanos que en los otros), trazando una senda que después recorrerá la música electrónica.
Pero es ya en la década de 1990 cuando el género encuentra, por fin, su «lugar natural» en la propia Latinoamérica. Aparecen así bandas iberoamericanas como Los Temerarios (México), No te va Gustar (Uruguay), La Vela Puerca (Uruguay), La Tabaré Banda (Uruguay), Maná (México), Caifanes (México), Café Tacvba (México), Aterciopelados (Colombia), Paralamas do Sucesso (Brasil), Bersuit Vergarabat (Argentina),  Karamelo Santo (Argentina), Maldita Vecindad (México), Xantos Jorge (Panamá),   Carmina Burana (Argentina), Los Fabulosos Cadillacs (Argentina), Los Tres (Chile), Octavia (Bolivia), Karnak (Brasil), Verde70 (Ecuador), Chancho en Piedra (Chile), Julieta Venegas (México) , Los Rabanes (Panamá), Athanai (Cuba), etc, que empiezan a incluir ritmos tradicionales de sus países u otras partes de América Latina (en especial Caifanes y Los Fabulosos Cadillacs). Con todos ellos se consolida un estilo, una nueva forma de entender el rock, que fue acogido con particular entusiasmo en todo el subcontinente, ayudando a reforzar y renovar la identidad del género.
Los estilos fusionados no tienen límite, pueden ser la salsa, el merengue, la trova, la cumbia, la música brasileña, las rancheras o la música andina.

## Polémica y controversias sobre el término
A finales de los años 1990, la creciente importancia (tanto a nivel numérico, como social y económico) de la población estadounidense de origen latinoamericano («Latin/o» en inglés de Estados Unidos), ya que el término había ido sustituyendo, progresivamente desde finales de los 60, al tradicional -pero reduccionista, confuso e incorrecto- «Spanish» o al demasiado culto y nunca muy popular «Hispanic») llevó a la industria discográfica de ese país a crear la Academia Latina de Artes y Ciencias de la Grabación como un sub-departamento de la National Academy of Recording Arts and Sciences. La compartimentación de estilos y mercados discográficos en ese país facilitó el éxito y la difusión de grupos y solistas de origen latinoamericano y concienció a la industria de que existía un mercado «latino» tanto dentro de Estados Unidos como, sobre todo, en los países del resto de América. El proceso culminó en el año 2000 con la creación de la categoría de Premios Grammy Latinos. Así, los medios generalistas no especializados comenzaron a referirse a la música hecha por y para el público hispanoparlante (y, por extensión, para el de origen iberoamericano) con el adjetivo «latino»: «pop latino», «rock latino», etc.
La novedad tuvo un inusitado éxito en ciertos países latinoamericanos, donde los medios también decidieron emplear el adjetivo con el mismo significado. Esto extendió, a nivel popular y mediático, el empleo del término «rock latino» con un significado diferente al que hasta ese momento había tenido: según la nueva acepción, sería «rock latino» el rock hecho por artistas de origen latinoamericano; y, en según que ocasiones, incluso podría referirse exclusivamente al que se expresa en español y portugués.
Desde entonces, existe cierta confusión y polémica en torno a la expresión. Si, como hemos dicho, en ambientes populares y medios no especializados se usa cada vez más el término «rock latino» para referirse al rock hecho en Latinoamérica o por personas de origen latinoamericano, en cambio, en los medios musicales especializados, la única acepción válida sigue siendo la original (un subgénero del rock que fusiona este con sonidos y ritmos latinoamericanos y afrocaribeños, sea cual sea el origen étnico-cultural-geográfico de sus intérpretes).
En su n.º 100, la revista Rolling Stone (versión argentina) publicó la siguiente frase de Vicentico, cuando era el cantante de Los Fabulosos Cadillacs, como una de las más destacadas de la historia de la revista:

Ya estoy grande para boludeces. Y eso del rock latino es una pendejada. Yo estoy seguro de esto: nosotros somos mejor banda que The Clash.
Vicentico, junio de 1998. (RS3)